# The Reddest Ruby
The Reddest Ruby è il secondo album pubblicato dalla musicista venezuelana Alejandra Ghersi sotto lo pseudonimo di Nuuro, uscito il 22 maggio 2009.

## Tracce
Testi e musiche di Alejandra Ghersi e 
Julio Briceño.
1. Introduction, or, Reddest Ruby – 2:06
2. Cotacachi! – 3:58
3. Bari, or, (more aptly) Japanese Tree That Speaks – 4:52
4. Stone Girl – 2:24
5. Forest Fire (Intermission) – 2:34
6. Six Vespers – 2:28
7. Avila – 4:30
8. Five Lakes (Near the Capital) – 2:48
9. Hail and Farewell – 3:06
10. Ilimuh (Reprise) – 3:53
11. An Owl Waving Goodbye (Outro) – 0:23

Durata totale: 33:02

## Formazione
- Nuuro – autore, arrangiamenti, produzione
- Julio Briceño – basso, chitarra, arrangiamenti per basso e chitarra
- Nikolay Savelie – direttore creativo
- Eduardo Larez – mastering